# Burhanuddin Rabbani
Burhanuddin Rabbani (Perzisch: برهان الدين رباني - Burhânuddîn Rabbânî) (Badachsjan, 1940 — Kabul, 20 september 2011) was een Afghaans politicus. Hij was tweemaal president van Afghanistan. Hij was de leider van de Jamiat-e Islami Afghanistan (Islamitische Gemeenschap van Afghanistan). Tevens fungeerde hij als politiek hoofd van de Noordelijke Alliantie.
Rabbani bekleedde in de recente geschiedenis van Afghanistan tweemaal de functie van staatshoofd. Eerst van 1992 tot 1996 in de periode na de val van het bewind van Mohammed Nadjiboellah tot aan het aan de macht komen van de Taliban, en daarna in 2001 van 13 november tot 22 december als eerste hoofd van de overgangsregering na de val van de Taliban. Hij werd in september 2011 bij een bomaanslag vermoord.

## Biografie

### Jonge jaren
Rabbani werd geboren in 1940 als de zoon van Muhammed Yousuf. Na zijn school in zijn geboorteprovincie, het noordoostelijke Badachsjan, te hebben afgerond, ging hij naar Darul-uloom-e-Sharia (Abu-Hanifa), een religieuze school in Kabul. Na hier te zijn afgestudeerd ging hij naar de Universiteit van Kabul om islamitische wetgeving en theologie te studeren. Tijdens zijn vier jaar op de universiteit, verwierf hij al bekendheid vanwege zijn werken over de islam. Kort na zijn afstuderen in 1963, werd hij professor aan deze universiteit.
In 1966 ging Rabbani naar Egypte om te studeren aan de Al-Azhar-universiteit in Caïro. In twee jaar haalde hij hier zijn master in Arabische filosofie.

### Jamiat-e Islami
Rabbani keerde in 1968 terug naar Afghanistan, waar de Hoge Raad van de partij Jamiat-e Islami hem de opdracht gaf om de studenten van de universiteit te organiseren. Vanwege zijn kennis, reputatie en actieve steun aan de islam werd hij in 1972 gekozen tot hoofd van de Jamiat-e Islami in Afghanistan. De Jamiat-e Islami bestond toen voornamelijk uit Tadzjieken en Oezbeken.
In de lente van 1974 kwam de politie naar de Kabul-universiteit om Rabbani te arresteren voor zijn pro-islamitische standpunten. Met behulp van zijn studenten kon Rabbani ontkomen en naar het platteland vluchten.
Tijdens de Sovjet-invasie van Afghanistan in 1979 leidde Rabbani de opstand van de Jamiat-e Islami. Rabbani's troepen waren de eerste moedjahedien die in 1992 Kabul binnentrokken en een eind maakten aan het bewind van de communistische DVPA.

### Latere jaren

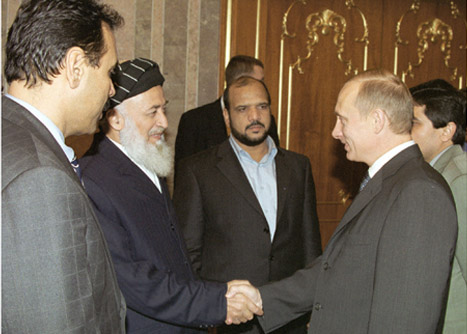
Rabbani met de huidige president van Rusland Vladimir Poetin in Doesjanbe (Tadzjikistan) op 22 oktober 2001

Na de oorlog werd Rabbani de president van Afghanistan, maar hij raakte al snel veel van zijn bondgenoten kwijt. Na vier jaar burgeroorlog zag hij zich genoodzaakt Kabul te ontvluchten, toen de Taliban de stad overnamen.
Gesteund door een organisatie die uiteindelijk zou uitgroeien tot de Noordelijke Alliantie zette Rabbani de strijd tegen de Taliban voort. Tijdens deze periode werd Rabbani in andere landen nog steeds gezien als de rechtmatige president van Afghanistan. Na de aanslagen op 11 september 2001 stemde hij toe om samen te werken met de Amerikanen en de NAVO om de Taliban te verdrijven.
Kabul werd snel veroverd, waarna in 2001 Rabbani zijn positie als president weer innam. Hij was echter maar kort aan de macht. In december 2001 droeg hij de macht over aan Hamid Karzai. Rabbani diende als leider van de Jamiat-e Islami.
In oktober 2010 werd hij door president Karzai aangesteld als hoofd van de Afghaanse Vredesraad, een orgaan dat door onderhandelingen de vijandelijkheden tussen de Taliban en de regering moet proberen te verminderen. Hij bood onder meer (lagere) Talibanstrijders amnestie aan.

### Moord
Rabbani kwam op 20 september 2011 om het leven tijdens een bomaanslag in zijn eigen huis, waar hij op dat moment een overleg had met twee Taliban. Een van zijn gasten had een bom in zijn tulband verstopt en liet die ontploffen op het moment dat hij zich naar Rabbani boog. Naast Rabbani kwamen vier van zijn lijfwachten om en raakte een van zijn adviseurs zwaargewond. Als gevolg van deze aanslag gaf president Karzai korte tijd later aan dat de Afghaanse regering de vredesbesprekingen met de Taliban zou opgeven. In april 2012 echter maakte de Afghaanse regering bekend de Vredesraad weer op te starten, en wel onder leiding van Rabbani's zoon Salahuddin.